# Temon Kulon
Temon Kulon is een bestuurslaag in het regentschap Kulon Progo van de provincie Jogjakarta, Indonesië. Temon Kulon telt 1536 inwoners (volkstelling 2010).